# Prix Durchon-Louvet
Le prix Durchon-Louvet, de la fondation du même nom, est un ancien prix annuel de littérature et de philosophie créé en 1934 par l'Académie française.
De 1942 à 1945, sous la même fondation, ce prix porte les noms de Prix de l'Empire français, Prix d'histoire, Grand Prix de l'Empire et Grand Prix d'histoire littéraire. De même, en 1951, il porte les noms de Prix d'histoire et Prix de critique et en 1952, les noms de Prix d'histoire et Prix de philosophie (Voir liens externes).

## Liste des lauréats

### Années 1940
- 1942 : 
  - Marcel Dunan pour Napoléon et l’Allemagne
  - Marius-Ary Leblond
- 1943 : 
  - Albert Dauzat
  - Alfred Droin (1878-1967) pour l'ensemble de son œuvre poétique
- 1944 : 
  - Paul Azan pour l'ensemble de son œuvre
  - Raoul Mortier (1881-1951) pour l'ensemble de ses travaux sur La Chanson de Roland
- 1945 : 
  - Jacques d'Avout (1903-1978) pour La querelle des Armagnac et des Bourguignons
  - François Ingold pour L'épopée Leclerc au Sahara
- 1947 : 
  - Émile Gérard-Gailly
  - Yvonne Pagniez pour Scènes de la vie de bagne
- 1948 : 
  - Jean-Marie Carré pour l'ensemble de son œuvre
  - Gabriel Reuillard pour l'ensemble de son œuvre
- 1949 : 
  - Charles de Rouvre pour Méditation sur Clotilde de Vaux
  - Émile Solari

### Années 1950
- 1950 : 
  - Maurice Bémol (1900-1961) pour Paul Valéry
  - Jean Brèthe de La Gressaye (1895-1990) pour Édition critique de l’Esprit des Lois
- 1951 : 
  - René Johannet pour Péguy
  - Eugène Vaillé pour Histoire des Postes
- 1952 : 
  - Georges Mongrédien
- 1953 : Tristan Klingsor
- 1955 : Noël Bernard (1875-1971) pour Yersin
- 1956 : 
  - André Berry pour l'ensemble de son œuvre poétique
  - Romain Gary pour l'ensemble de son œuvre
- 1957 : 
  - Basile Récatas pour Les conventionnels de l’Oise
  - Maurice Regard pour L'adversaire des romantiques : Gustave Planche, 1808-1857
- 1958 : René Georgin pour ses ouvrages sur la langue française
- 1959 : M. Daujat pour l'ensemble de son œuvre

### Années 1960
- 1960 : Auguste Dupouy et Henri Dupuy-Mazuel pour la collection de la Bibliothèque des romans d’histoire de France
- 1961 : Nicole Vedrès pour l'ensemble de son œuvre
- 1962 : Dominique Fernandez pour l'ensemble de son œuvre
- 1963 : Robert Lugné (1894-1984) pour Le Faucon rouge
- 1964 : Robert Champigny pour Le genre poétique et le genre romanesque
- 1967 : Georges Mongrédien pour La vie quotidienne des Comédiens au temps de Molière
- 1968 : Robert Rochefort (1911-....) pour Robert Schumann
- 1969 : Gilbert Sigaux pour l'édition des Œuvres de Labiche

### Années 1970
- 1970 : Théophile Alajouanine pour L’Aphasie et le langage pathologique
- 1972 : Philippe Wolff pour Les origines linguistiques de l’Europe occidentale
- 1974 : Jean Taillemagre alias Arnaud de Pesquidoux pour La vie aux champs
- 1975 : 
  - Maurice Bouvier-Ajam pour Le temps des empereurs gaulois
  - Mireille Oblin Brière pour Le vrai visage de Marie-Louise
- 1976 : Gilbert Tanugi pour Tunisie
- 1977 : 
  - Michel-Aimé Baudouy pour Jeanne aux chevaux
  - René Brandicourt et Solange Duflos pour Dans le Bois
- 1978 : Léonce Chaleil (1907-2001) pour La mémoire du village
- 1979 : 
  - Émile Aubertin pour Un médecin raconte
  - Louis Pralus pour Mon village sous l’hiver

### Années 1980
- 1980 : Jean-Michel Palmier pour L’Expressionnisme et les arts (Portrait d’une génération)
- 1981 : 
  - Georges Detersannes (1932-....) pour Le papier pour le dire
  - Clément Lépidis pour Le mal de Paris
  - Christian de Nicolay pour Aux jours d’Autrefois
- 1984 : 
  - Jacques-Prosper Gauthier pour Du Cantal au Kiang-Si
  - Georges Petit-Dutaillis pour Portraits de banquiers
- 1985 : Jean-Pierre Darras pour Pourquoi dites-vous ça en riant ?
- 1987 : Michel Suffran pour La nuit de Dieu
- 1988 : 
  - Richard Jorif pour Le navire Argo
  - Jean-Gabriel Zufferey pour Suzanne, quelquefois